# Sportul în Kosovo
Sportul în Kosovo are o tradiție îndelungată și joacă un rol important în societate. Printre sporturile populare din Kosovo se numără, printre alelele fotbalul, baschetul, voleiul, handbalul și rugbiul. Printre sporturile individiale cu mulți practicanți se numără luptele, judoul, înotul, boxul, karate și schi.
Cel mai popular sport din Kosovo este fotbalul. Fotbalul se joacă în Kosovo încă din 1914. Cu toate acestea, doar în 1922 au fost formate primele două cluburi de fotbal FC Gjakova și FC Prishtina. Până în 1926, cluburile au concurat în cadrul ligilor din Serbia, urmând să-și facă propria sub-asociație de Fotbal din Skopje, care organiza ligi de calificare pentru campionatul iugoslav. Federația de Fotbal din Kosovo este organismul de conducere al fotbalului din Kosovo și este responsabil în principal pentru organizarea echipei naționale, a campionatului și a cupei.
În prezent, Kosovo are un sistem de ligi de fotbal care încorporează o mulțime de cluburi. Divizia superioară, Raiffeisen Super League are 12 echipe. Liga a fost fondată în 1945 și este organizată de Federația de Fotbal din Kosovo. Celelalte trei divizii profesionale sunt prima liga care include 16 echipe, a doua și a treia ligă. Există, de asemenea, cluburi de fotbal semi-profesioniste și de amatori, care sunt active în ligile inferioare Cele mai de succes cluburi sunt FC Priștina (14 titluri de campionat), KF Vëllaznimi (8 titluri de campionat), KF Trepça (7 titluri de campionat), KF Liria (5 titluri de campionat) si KF Besa (3 titluri de campion).

## Baschet
Baschetul este una dintre cele mai populare sporturi din Kosovo. Primul campionat a avut loc în 1991, la care au participat opt echipe. Prima campioană a fost KB Prishtina. Federația de Baschet din Kosovo a fost acceptată ca membră cu drepturi depline al FIBA la 13 martie 2015.
Din 2013, două echipe din Kosovo KB Prishtina și KB Peja participă la Liga Internațională de Baschet din Balcani. Echipele participante în prima ligă de baschet sunt: KB Prishtina, Peja, Trepça, Bashkimi, Drita, Besa, RTV 21, Kastrioti. Actuala campioană este Sigal Prishtina.